# Centrale nucléaire de Comanche Peak
La centrale nucléaire de Comanche Peak est située dans le comté de Somervell à environ 120 km au sud-ouest de Dallas au Texas.

## Description
La centrale est équipée de deux réacteurs à eau pressurisée (REP) dont la construction confiée à Westinghouse a commencé en 1974. 
- Comanche Peak 1 : 1084 MWe, mis en service en 1990 pour 40 ans (2030).
- Comanche Peak 2 : 1124 MWe, mis en service en 1993 pour 40 ans (2033).

La centrale est reliée au réservoir de Squaw Creek pour son refroidissement.

En 2006, la tranche n°2 était l'avant dernier réacteur mis en service aux États-Unis, le dernier étant celui de Watts Bar.

Le propriétaire/exploitant de la centrale est Texas Utilities (TXU) qui emploie 1300 personnes sur le site. Un centre d'accueil est mis à disposition des visiteurs et propose des vidéos, des démonstrations interactives et une description approfondie des installations.